# Exetastes allopus
Exetastes allopus là một loài tò vò trong họ Ichneumonidae.